# Jean Ogassapian
Jean Ludovic Ogassapian lub Jean Ludovic Oghassabian (ur. 17 lutego 1954 r. w Bejrucie) – libański polityk, emerytowany major armii Libanu, ormiańskiego pochodzenia, należy do Apostolskiego Kościoła Ormiańskiego. Od 2000 r. jest deputowanym Zgromadzenia Narodowego z okręgu bejruckiego. Reprezentuje Ormiańską Partię Demokratyczno-Liberalną. W latach 2005–2009 kierował ministerstwem ds. reformy administracji w rządzie Fuada Siniory.